# Brad Stephan Gregory

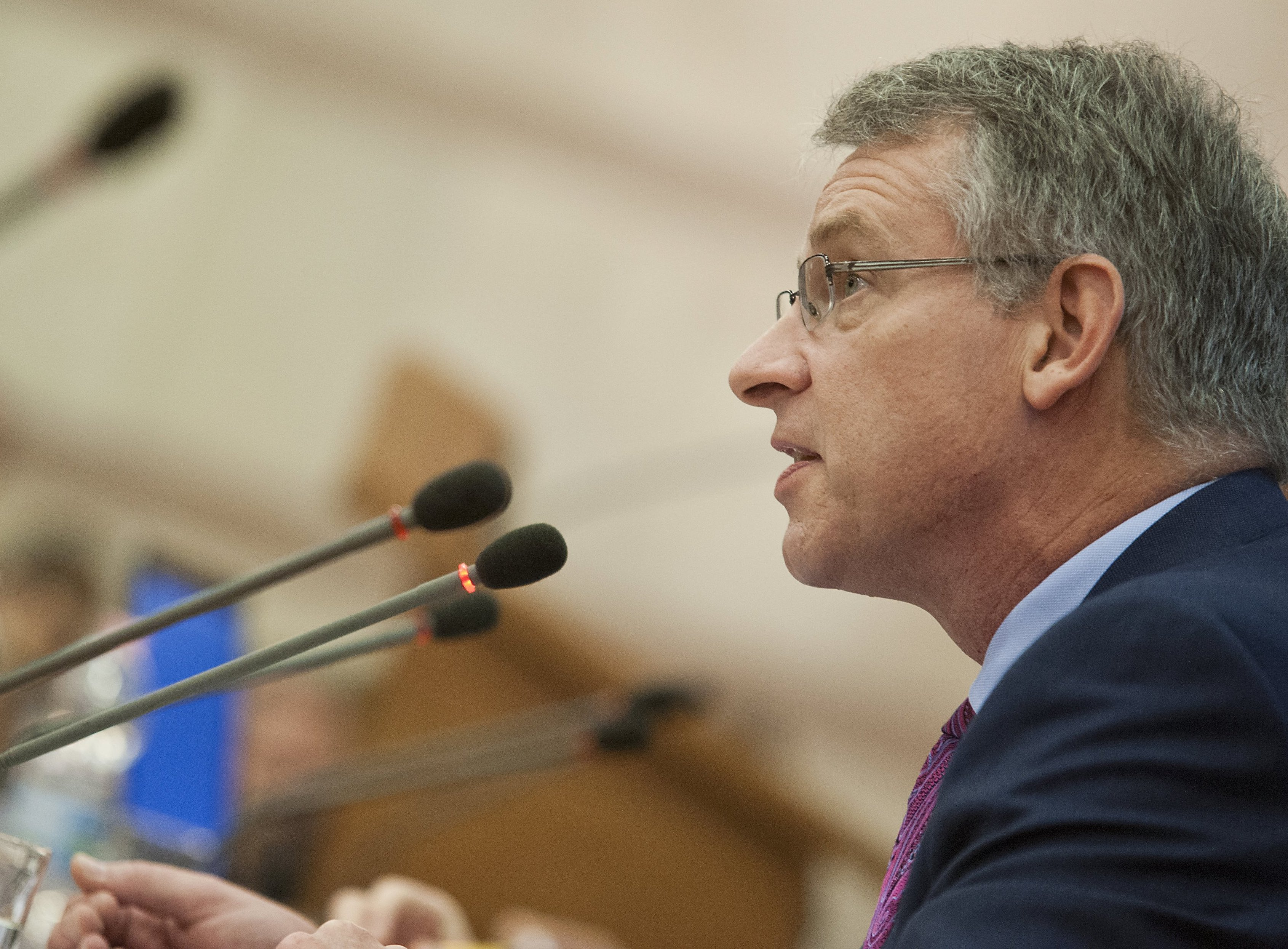
Brad Stephan Gregory, 2017

Brad Stephan Gregory (* 28. Mai 1963 in Woodstock) ist ein US-amerikanischer Historiker.

## Leben
Er erhielt einen Bachelor in Geschichte von der Utah State University und ein Lizenziat in Philosophie an der Katholieke Universiteit Leuven, einen Magistergrad in Geschichte von der University of Arizona und promovierte in Geschichte an der Princeton University. In Arizona arbeitete Gregory unter Heiko Oberman. In Princeton studierte er bei Anthony Grafton. Er  war Junior Fellow in der Harvard Society of Fellows und Assistenzprofessor für Geschichte an der Stanford University. Er hat den Dorothy G. Griffin-Lehrstuhl am Department of History der University of Notre Dame inne.

## Schriften (Auswahl)
- Salvation at stake. Christian martyrdom in early modern Europe. Cambridge 1999, ISBN 0-674-78551-7.
- The forgotten writings of the Mennonite martyrs. Leiden 2002, ISBN 90-04-12087-4.
- The unintended Reformation. How a religious revolution secularized society. Cambridge 2012, ISBN 978-0-674-04563-7.
- Rebel in the ranks. Martin Luther, the Reformation, and the conflicts that continue to shape our world. San Francisco 2017, ISBN 978-0-06-247117-8.